# March of the Pigs
«March of the Pigs» es una canción compuesta por el músico Trent Reznor de la banda estadounidense de rock industrial Nine Inch Nails. Se lanzó como el primer sencillo del segundo álbum de la banda, The Downward Spiral, en 1994. 

## El sencillo
La versión estadounidense en CD sencillo de "March of the Pigs" CD contiene dos remezclas de la canción que da título al sencillo, dos remezclas de la canción de The Downward Spiral, "Reptile," y "A Violet Fluid," una pista instrumental previamente inédita. En el Reino Unido, el sencillo se lanzó en dos discos (vendidos por separado), añadiendo una versión censurada de "March of the Pigs" y "Big Man With a Gun" de The Downward Spiral. 
Trece años después de su lanzamiento, debutó en el puesto número 9 y llegó al número 6 en la lista de sencillos de Canadá.

### CD Estados Unidos
- Nothing Records / TVT Records / Interscope Records / Atlantic Records 95938-2
- TVT Records / Interscope Records INTDM-95938 (Reissue)

#### Lista de canciones
1. «March of the Pigs» – 2:54
2. «Reptilian»  ("Reptile" remezclado por Dave Ogilvie) – 8:39
3. «All the Pigs, All Lined Up» ("March of the Pigs" remix) – 7:25
4. «A Violet Fluid» – 1:05
5. «Underneath the Skin» ("Reptile" remezclado por Dave Ogilvie) – 7:13

### CD Reino Unido (disco uno)
- Island Records CID 592 854 001-2

#### Lista de canciones
1. «March of the Pigs» (clean version) – 2:54
2. «All the Pigs, All Lined Up» – 7:25
3. «A Violet Fluid»s – 1:03
4. «Big Man With a Gun» – 1:36

### CD Reino Unido (disco dos)
- Island Records CIDX 592 854 003-2

#### Track listing
1. «March of the Pigs» (LP versión) – 2:54
2. «Underneath the Skin» – 7:14
3. «Reptilian» (remezclado por Ogilvie) – 8:39